# Microcos psilonema
Microcos psilonema är en malvaväxtart som beskrevs av Karl Ewald Maximilian Burret. Microcos psilonema ingår i släktet Microcos och familjen malvaväxter. Inga underarter finns listade i Catalogue of Life.